# Annus mirabilis

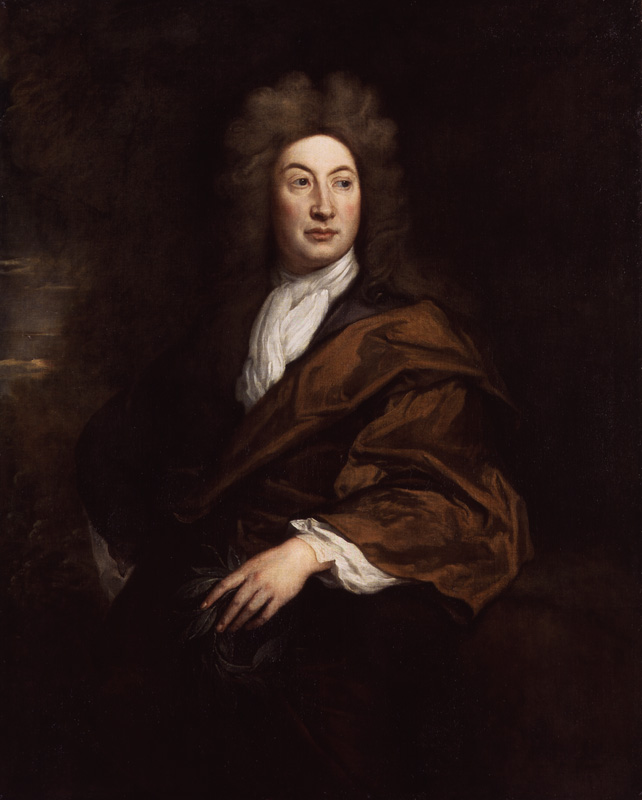
John Dryden (1631-1700)

Annus mirabilis es una locución latina, que significa «año de los milagros» o «de las maravillas». Históricamente se ha aplicado a diferentes años, aunque su uso parece provenir del título de un poema de John Dryden (Annus Mirabilis, 1667) sobre los terribles acontecimientos del año anterior en Londres, especialmente el gran incendio y la gran plaga. La coincidencia de la cifra del año 1666 con el apocalíptico 666 (junto a otros asuntos numerológicos —en la numeración romana, MDCLXVI contiene todos los dígitos posibles, y en orden decreciente—) hacía presagiar el fin del mundo, con lo que Dryden veía el milagro en la simple supervivencia; y la intervención providencial en la consecución de una destacada victoria naval sobre Holanda (la batalla del día de Santiago —St. James, patrono de la corte inglesa—).
En la historia de la ciencia el uso de la expresión para ese mismo año de 1666 tiene un valor distinto, debido a la sincronía de ese momento histórico con la revolución científica que significaron los avances de Isaac Newton; tal es la coincidencia, que incluso había huido de Londres por temor a la plaga en el punto culminante de la concepción de la teoría de la gravitación universal, el desarrollo de las bases de la mecánica clásica, la formalización del método de fluxiones y la generalización del teorema del binomio, poniendo además de manifiesto la naturaleza física de los colores. Sin embargo, guardó silencio durante el annus mirabilis debido al caótico ambiente en Londres. Ya en 1667 reanudaría sus estudios en la Universidad de Cambridge.
Es por tanto lógico que la misma locución se use para el año 1905, cuando un cambio de paradigma de similar magnitud se produjo con la publicación en Annalen der Physik de los llamados «artículos del annus mirabilis» de Albert Einstein sobre el efecto fotoeléctrico, el movimiento browniano y la teoría especial de la relatividad. En conmemoración de estos acontecimientos se celebró el año mundial de la física 2005, centenario del annus mirabilis.

## Annus mirabilisen la historia política y militar

### 1492: Monarquía hispánica
En 1492 los Reyes Católicos construyeron la más poderosa monarquía del mundo occidental como consecuencia de dos hechos decisivos: las Capitulaciones de Granada (cuya conquista fue el 2 de enero) y el descubrimiento de América (12 de octubre). El 31 de marzo habían intentado solucionar expeditivamente el problema converso con la expulsión de los judíos. El 1492 es también la fecha de publicación de la primera gramática en una lengua moderna: Gramática de la lengua castellana; su autor, Antonio de Nebrija decía en ella, comparando el español con el latín: siempre la lengua fue compañera del imperio.
Aunque en la época la locución no fuera usada para ello (se utilizaban otras aún más hiperbólicas, como «la mayor cosa después de la creación del mundo, sacando la encarnación y muerte del que lo crió») la expresión annus mirabilis ha sido muy frecuentemente aplicada a la concatenación de tales acontecimientos.
En la historia de la Monarquía española hubo más momentos destacados que merecieron la denominación annus mirabilis. John H. Elliott propone el año 1625: en medio de la Guerra de los Treinta Años, que supuso una impresionante serie de victorias militares a una escala estratégica global, en escenarios clave de Europa y América (El Socorro de Génova, La Recuperación de Bahía de Todos los Santos, La Defensa de Cádiz, La Toma de Breda, batalla de San Juan —inmortalizados en la serie de cuadros del Salón de Reinos del Palacio del Buen Retiro de Madrid—). Quedó así aparentemente confirmada por el éxito inicial la política «de reputación» que impulsaba el conde-duque de Olivares, valido de Felipe IV.
Otro año de éxitos españoles fue 1652, con la recuperación de Barcelona, Casale Monferrato y Dunkerque.

### 1543: Año de la ciencia
Se le considera el inicio de la revolución científica con la publicación de De humani corporis fabrica por Andrés Vesalio, que revolucionó el entendimiento de la anatomía y las prácticas médicas. Más tarde Nicolás Copérnico publicaría De revolutionibus orbium coelestium dedicándola al papa Paulo III, en Núremberg, cambiando así la ciencia y la forma de entender el mundo para siempre.

### 1625: Monarquía española
Serie de victorias militares españolas a escala estratégica global obtenidas en 1625 durante la Guerra de los Treinta Años, en importantes teatros militares de Europa y América. Estas victorias militares fueron las siguientes: Asedio de Breda, Socorro de Génova, Reconquista de Bahía, Batalla de San Juan y Defensa de Cádiz. Aquellas acciones militares quedaron inmortalizadas en una serie de pinturas en el Salón de Reinos del Palacio del Buen Retiro de Madrid. Así, la política “reputacional” impulsada por Gaspar de Guzmán, conde-duque de Olivares, favorito de Felipe IV de España, quedó aparentemente confirmada por el éxito inicial, y fue en referencia a este annus mirabilis para las armas españolas que Olivares pronunció probablemente su frase más famosa: "Dios es español y lucha por España".

### 1759: Reino Unido
La expresión annus mirabilis de 1759 o annus mirabilis de Pitt se aplica a la conjunción de victorias militares británicas en la guerra de los Siete Años que ocurrieron en 1759 a lo largo de diversos continentes y océanos (Norteamérica, el Caribe, Europa, la India) durante el año de 1759, bajo el liderazgo político de William Pitt.
También se ha denominado annus mirabilis al que transcurrió entre 1644 y 1645, por las victorias del general escocés James Graham, I marqués de Montrose, en la guerra civil inglesa.

### 1989: Europa Central
Las Revoluciones de 1989 han sido razón para denominar a este como uno de los annus mirabilis más importantes. La caída de las dictaduras comunistas en el bloque del este, significó un aumento en la calidad de vida de sus habitantes, además de desprenderse de las duras dictaduras y represiones que esto conllevaba. Con la caída del muro de Berlín se marcó el final de la hegemonía soviética y comunista en los países del este, y en general, de los regímenes comunistas.

## Annus mirabilisen otros contextos

### En el ámbito anglosajón
- 1922, annus mirabilis of Modernism (es decir, del modernismo anglosajón —no debe confundirse el uso anglosajón del término Modernism con el uso del término «modernismo» en el ámbito hispano—), con las publicaciones del Ulysses de James Joyce y The Waste Land de T. S. Eliot.
- 1939, annus mirabilis de Hollywood, que produjo ese año películas consideradas «clásicas» en todo tipo de géneros (Lo que el viento se llevó, Gunga Din, Beau Geste, Unión Pacífico, Los violentos años veinte, Sólo los ángeles tienen alas, Una tarde en el circo, entre otras).
- 1963, Philip Larkin publicó en 1967 en Hig Windows uno de sus más famosos poemas con el título Annus Mirabilis, aplicándolo a 1963 y asociándolo a la moral sexual relajada.[20]
- 1967, Celtic F.C.'s annus mirabilis. El club de Glasgow ganó todas las competiciones en que participaba: Copa de Escocia, Scottish League Cup, Copa de Glasgow y la Copa de Europa de fútbol.

### En otros ámbitos
A mediados de los setenta se usó la expresión para describir el alza del precio del azúcar, que salvó la economía cubana.